# WildTangent

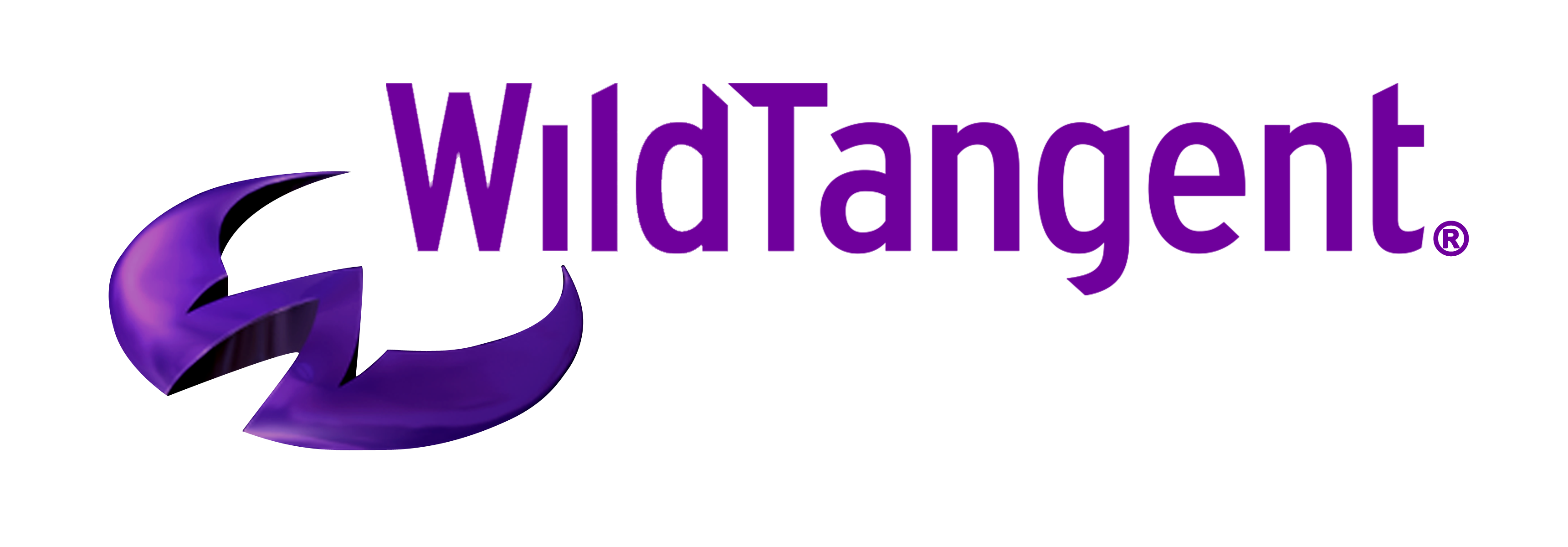
wild tanget logo

WildTangent é uma desenvolvedora de jogos eletrônicos sediada em Redmond (Washington) que fornece diversos serviços de disponibilização de jogos eletrônicos para mais de 20 milhões de usuários, principalmente dos Estados Unidos e da Europa.
No final de 2011 anunciou que forneceria serviços para Android.